# Mohamed Ofkir
Mohamed Ofkir (Oslo, 4 agosto 1996) è un calciatore norvegese, centrocampista del Vålerenga.

## Carriera
Cresciuto nelle giovanili del Vålerenga, Ofkir è successivamente entrato a far parte di quelle del Lillestrøm. Il 12 aprile 2015 ha esordito in Eliteserien con questa maglia, schierato titolare nel pareggio per 1-1 arrivato sul campo dell'Aalesund. Il 24 aprile 2016 ha trovato la prima rete nella massima divisione locale, in occasione del successo per 1-3 maturato in casa dell'Odd.
Il 30 gennaio 2017, i belgi del Lokeren hanno reso noto l'ingaggio di Ofkir: il giocatore ha firmato un contratto valido per i successivi due anni e mezzo, con opzione per un'ulteriore stagione. Ha debuttato nella Pro League il 25 febbraio, subentrando a Guus Hupperts nella sconfitta per 1-2 subita contro l'Eupen.
Il 15 marzo 2018, Ofkir ha fatto ritorno in Norvegia per giocare nel Sandefjord: ha firmato un contratto biennale col nuovo club. Il 2 aprile successivo è tornato quindi a calcare i campi da calcio locali, sostituendo Erik Mjelde nella vittoria per 1-4 arrivata in casa dello Start. L'11 aprile ha trovato il primo gol in squadra, nella sconfitta per 1-2 subita contro il Ranheim. Al termine di quella stessa stagione, il Sandefjord è retrocesso in 1. divisjon; Ofkir è rimasto in squadra e ha contribuito all'immediato ritorno del club in Eliteserien, al termine del campionato 2019.
L'8 gennaio 2020, Ofkir ha firmato un contratto biennale con il Sarpsborg 08. Il 16 giugno successivo ha disputato la prima partita in squadra, schierato titolare nella partita persa per 0-1 contro il Vålerenga. Il 19 luglio ha siglato il primo gol, nel 2-0 inflitto all'Odd.
Il 2 febbraio 2022 è tornato ufficialmente al Sandefjord, legandosi con un contratto biennale.
Il 25 gennaio 2023, il Vålerenga ha reso noto d'aver ingaggiato Ofkir, tornato in squadra dopo averci militato a livello giovanile. A fine stagione, la squadra è retrocessa in 1. divisjon.
Il 25 gennaio 2024 è passato ai turchi del Manisa con la formula del prestito.
Il 21 luglio 2024 è stato ceduto all'HamKam con la medesima formula: la nuova squadra si è riservata anche l'opzione per l'acquisto a titolo definitivo.
Il 27 gennaio 2025 è stato ceduto dal Vålerenga ai sudcoreani del Suwon, sempre in prestito. Il 16 luglio seguente è stata resa nota l'interruzione del prestito del calciatore, che ha fatto quindi ritorno al Vålerenga.

## Statistiche

### Presenze e reti nei club
Statistiche aggiornate al 16 luglio 2025.
| Stagione            | Squadra             | Campionato          | Campionato | Campionato | Coppe nazionali | Coppe nazionali | Coppe nazionali | Coppe continentali | Coppe continentali | Coppe continentali | Altre coppe | Altre coppe | Altre coppe | Totale | Totale | Totale |
| Stagione            | Squadra             | Comp                | Pres       | Reti       | Comp            | Pres            | Reti            | Comp               | Pres               | Reti               | Comp        | Pres        | Reti        | Pres   | Reti   |        |
| ------------------- | ------------------- | ------------------- | ---------- | ---------- | --------------- | --------------- | --------------- | ------------------ | ------------------ | ------------------ | ----------- | ----------- | ----------- | ------ | ------ | ------ |
| 2015                | Lillestrøm          | ES                  | 12         | 0          | CN              | 0               | 0               | -                  | -                  | -                  | -           | -           | -           | 12     | 0      |        |
| 2016                | Lillestrøm          | ES                  | 23         | 3          | CN              | 3               | 1               | -                  | -                  | -                  | -           | -           | -           | 26     | 4      |        |
| Totale Lillestrøm   | Totale Lillestrøm   | Totale Lillestrøm   | 35         | 3          |                 | 3               | 1               |                    | -                  | -                  |             | -           | -           | 38     | 4      |        |
| gen.-giu. 2017      | Lokeren             | D1                  | 9          | 0          | CB              | -               | -               | -                  | -                  | -                  | -           | -           | -           | 9      | 0      |        |
| 2017-mar. 2018      | Lokeren             | D1                  | 0          | 0          | CB              | 0               | 0               | -                  | -                  | -                  | -           | -           | -           | 0      | 0      |        |
| Totale Lokeren      | Totale Lokeren      | Totale Lokeren      | 9          | 0          |                 | 0               | 0               |                    | -                  | -                  |             | -           | -           | 9      | 0      |        |
| 2018                | Sandefjord          | ES                  | 21         | 3          | CN              | 2               | 1               | -                  | -                  | -                  | -           | -           | -           | 23     | 4      |        |
| 2019                | Sandefjord          | 1D                  | 28         | 2          | CN              | 3               | 2               | -                  | -                  | -                  | -           | -           | -           | 31     | 4      |        |
| 2020                | Sarpsborg 08        | ES                  | 25         | 1          | -               | -               | -               | -                  | -                  | -                  | -           | -           | -           | 25     | 1      |        |
| 2021                | Sarpsborg 08        | ES                  | 7          | 0          | CN              | 0               | 0               | -                  | -                  | -                  | -           | -           | -           | 7      | 0      |        |
| Totale Sarpsborg 08 | Totale Sarpsborg 08 | Totale Sarpsborg 08 | 32         | 1          |                 | 0               | 0               |                    | -                  | -                  |             | -           | -           | 32     | 1      |        |
| 2022                | Sandefjord          | ES                  | 29+2       | 11+1       | CN              | 3               | 2               | -                  | -                  | -                  | -           | -           | -           | 34     | 14     |        |
| Totale Sandefjord   | Totale Sandefjord   | Totale Sandefjord   | 78+2       | 16+1       |                 | 8               | 5               |                    | -                  | -                  |             | -           | -           | 88     | 22     |        |
| 2023                | Vålerenga           | ES                  | 27+2       | 2+0        | CN              | 6               | 4               | -                  | -                  | -                  | -           | -           | -           | 35     | 6      |        |
| gen.-giu. 2024      | Manisa              | 1L                  | 11         | 0          | CT              | -               | -               | -                  | -                  | -                  | -           | -           | -           | 11     | 0      |        |
| lug.-dic. 2024      | HamKam              | ES                  | 14         | 1          | CN              | -               | -               | -                  | -                  | -                  | -           | -           | -           | 14     | 1      |        |
| gen.-lug. 2025      | Suwon               | K1                  | 10         | 0          | CCS             | 2               | 1               | -                  | -                  | -                  | -           | -           | -           | 12     | 1      |        |
| lug.-dic. 2025      | Vålerenga           | ES                  | 0          | 0          | CN              | -               | -               | -                  | -                  | -                  | -           | -           | -           | 0      | 0      |        |
| Totale Vålerenga    | Totale Vålerenga    | Totale Vålerenga    | 27+2       | 2+0        |                 | 6               | 4               |                    | -                  | -                  |             | -           | -           | 35     | 6      |        |
| Totale carriera     | Totale carriera     | Totale carriera     | 216+4      | 23+1       |                 | 19              | 11              |                    | -                  | -                  |             | -           | -           | 239    | 35     |        |